# Wiel Coerver
Wiel Coerver (* 3. Dezember 1924 in Kerkrade; † 22. April 2011 ebenda) war ein niederländischer Fußballspieler und -trainer. Wegen seiner fortschrittlichen Trainingsmethoden wurde er auch als „Albert Einstein des Fußballs“ bezeichnet und gilt über seine Zeit hinaus als einer der wegweisenden Fußball-Lehrer. Er entwickelte unter anderem die nach ihm benannte Coerver-Methode.

## Karriere als Spieler
Coerver spielte seit 1936 für den früheren Kerkrader Fußballverein VV Bleijerheide. 1954 führte der Niederländische Fußballbund den Profifußball und damit den Lizenzspielbetrieb ein. Aus diesem Grund wechselte Coerver von der Voetbalvereniging Bleijerheide zum Rapid JC, in dem der Club aus Bleijerheide durch Fusion noch im gleichen Jahr aufgegangen ist. Wiel Coerver gehörte somit zur ersten Generation niederländischer Fußballprofis. Mit seinem neuen Verein Rapid JC, aus dem der heutige Profi-Club Roda Kerkrade hervorgegangen ist, wurde Coerver im Jahre 1956 niederländischer Fußballmeister. 1959 beendete er seine Laufbahn als Spieler.

## Karriere als Trainer
Im Jahre 1959 begann Coervers Trainerlaufbahn. Sein größter Erfolg als Trainer war 1974 der Gewinn der niederländischen Meisterschaft und der gleichzeitige Triumph im UEFA-Pokal mit Feyenoord Rotterdam. Einige seiner damaligen Schützlinge spielten zudem für die Niederlande bei der Weltmeisterschaft, in der die niederländische Mannschaft letztlich erst der DFB-Auswahl im Finale unterlag.
In der Folge trainierte Coerver noch weitere Vereine der Ehrendivision, darunter Sparta Rotterdam, Go Ahead Eagles und Roda Kerkrade. 2007 war Coerver trotz seines hohen Alters noch immer als Trainer aktiv.

## Coerver-Methode

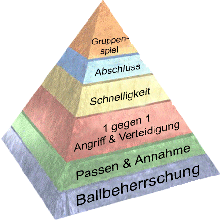
Sogenannte Coerver-Pyramide

Besondere Bekanntheit auch außerhalb der Niederlande erlangte Coerver durch die nach ihm benannte Trainingsmethode, die Coerver-Methode, die vor allem auf exzellente Ballbeherrschung und die dafür grundlegende Technik ausgerichtet ist.
Seine Methode, die er durch Reisen vor allem ab 1977 auch über die Grenzen der Niederlande hinaus bekannt machte, ist noch heute insbesondere bei der Ausbildung von Jugendspielern populär. So wird sie etwa bei dem für seine erfolgreiche Jugendarbeit bekannten Verein Manchester United eingesetzt.